# 王定安 (同治举人)
王定安（1833—1898），字鼎丞、又字鼎臣，号空舲，室名求闕齋，湖北省宜昌府東湖縣（今屬宜昌縣）人，清朝政治人物。

## 生平
道光二十六年（1846年）中秀才，咸丰十一年（1861年）拔贡，同治元年（1862年）举人，後入曾国藩幕，协助曾国荃文书。七年（1868年），任江蘇蘇州府崑山縣知縣。九年（1870年），調任新陽縣知縣。
後歷任山西冀宁道，曾暫護山西布政使，光绪二十年（1894年），調任安徽鳳潁六泗道，兼鳳陽關監督。
三年后病逝于任上，归葬夷陵故里良田畈村。
曾国荃命人烧王闿运《湘军志》书稿模板，命王定安另著有《湘军记》二十卷，多涉溢美，並对《湘军志》 疏漏错谬处加以驳斥。光绪三年（1877年），山西灾荒，王定安被派至山西筹办赈务。王定安還辑录《曾子家语》六卷十八篇，另有《曾文正公事略》、《曾忠襄公年谱》等